# Israel Regardie
Israel Regardie, pravim imenom Francis Israel Regudy (London, 17. studenog 1907. – Sedona, Arizona, 10. ožujka 1985.), engleski okultist, okultni autor i učenik Aleistera Crowleyja. Jedan je od najvažnijih okultista 20. stoljeća i glavni izvor informacija o radu i učenju Hermetičkog reda Zlatne zore.

## Životopis
Rodio se u Londonu 1907. godine u obitelji židovskih imigranata. Poslije Prvog svjetskog rata, obitelj se 1921. preselila u SAD naselivši se u gradu Washingtonu.
Mladi Israel Regardie školovao se u Washingtonu i Philadelphiji. Tijekom školovanja počeo se zanimati za teozofske radove Jelene Petrovne Blavatskaje, jogu i hindu filozofiju. Također, pronašao je učitelja koji ga je podučavao hebrejskom.
Godine 1926. pristupio je američkom rozenkrojcerskom redu i tu se zainteresirao za okultizam i radove Aliestera Crowleyja. Uskoro se upoznao s njim i 1928. otišao u Pariz gdje je postao njegov tajnik. Istovremeno, nastavio je proučavati kabalu te magijske knjige i rukopise želeći ovladati tajnim znanjima.
Poslije povratka u London izdao je nekoliko djela na temu okultnog, iz čega se izdvaja knjiga Drvo života, temeljena na učenjima reda Zlatne zore, koja je predstavljala dotad najobuhvatnije i najrazumljiviije djelo o praktičnoj magiji.
Regardie je 1933. pristupio hermetičkom redu Stella Matutina, jednom od nasljednika ugašene Zlatne zore, no istupio je već sljedeće godine zbog sukoba unutar reda. Iste godine razišao se s Crowleyjem koji je upao u financijske poteškoće. U međuvremenu, nastavio je pisati (Umijeće istinskog ozdravljenja, Kamen mudraca), a počeo je i studirati psihoanalizu u Londonu.
Godine 1937. prekršio je zavjet tajnosti i objavio knjigu Zlatna zora u kojoj je objelodanio rituale i učenja Zlatne zore. Taj potez izazvao je nezadovoljstvo u ezoterijskim krugovima koji su se protivili javnom objavljivanju svojih tajnih učenja i praksi. Iste godine vratio se u SAD i učlanio u Chiropractic College u New Yorku kako bi studirao psihologiju. Poslije diplomiranja 1941. stupio je u američku vojsku i služio do kraja Drugog svjetskog rata. Tijekom tog vremena počeo se zanimati za kršćanski misticizam o čemu je 1946. objavio knjigu The Romance of Metaphysics.
Nakon napuštanja vojne službe naselio se u južnu Kaliforniju i objavio još nekoliko knjiga (Kako se prave i koriste talismani, Osnove praktične magije i dr.).
Pred kraj života odselio je u Arizonu gdje je umro od posljedica srčanog udara 1985. godine.